# Guangdongalkippa
Guangdongalkippa (Alcippe hueti) är en fågel i familjen alkippor inom ordningen tättingar.

## Utseende och läte
Guangdongalkippa är en alldagligt färgad tätting, med brun kropp (mörkare ovan och ljusare under), vit strupe och grått huvud med en svart linje ovan ögonbrynet, från näbben till huvudets baksida. Arten är mycket lik yunnanalkippa, guizhoualkippa och taiwanalkippa, och tillsammans behandlades de som en och samma art (se nedan). Den är allra mest lik guizhoualkippa som även den har svagt tecknade hjässband, men guangdongalkippan är något mer roströd på vingar och stjärt samt gråare på haka och strupe. Under födosök tjattrar den högljutt och konstant.

## Utbredning och systematik
Guangdongalkippa delas in i två underarter med följande utbredning:
- Alcippe hueti hueti – bergsskogar i sydöstra Kina (Guangdong till Anhui)
- Alcippe hueti rufescentior – ön Hainan i södra Kina

Tidigare behandlades guangdongalkippa, guizhoualkippa, yunnanalkippa och taiwanalkippa som en och samma art.

### Släktes- och familjetillhörighet
Länge placerades arterna i Schoeniparus, Lioparus, Fulvetta och Alcippe i ett och samma släkte, Alcippe, men flera genetiska studier visar att de är långt ifrån varandras närmaste släktingar och förs nu istället vanligen till flera olika familjer, där arterna till Alcippe verkade utgöra systergrupp till fnittertrastarna och fördes till den familjen. Senare genetiska studier har dock visat att de utgör en mycket gammal utvecklingslinje och urskiljs därför av exempelvis tongivande IOC till en egen familj, Alcippeidae.

## Levnadssätt
Guangdongalkippa hittas i olika typer av bergsskogar. Där rör den sig i ljudliga flockar.

## Status
IUCN erkänner den inte som art och placerar den därför inte i någon hotkategori.

## Namn
Fågelns vetenskapliga artnamn hedrar den franska zoologen  M. Joseph Huet (1827-1903). Tidigare kallades den kinesisk alkippa, men tilldelades 2023 ett mer informativt namn av BirdLife Sveriges taxonomikommitté eftersom fler alkippor enbart återfinns i Kina. Den har även kallats huetfulvetta eller huetalkippa.